# HD 121439
HD 121439 eller HR 5240 är en ensam stjärna belägen i den mellersta delen av stjärnbilden Paradisfågeln. Den har en skenbar magnitud av ca 6,08 och är mycket svagt synlig för blotta ögat där ljusföroreningar ej förekommer. Baserat på en parallax enligt Gaia Data Release 3 på ca 4,22 mas, beräknas den befinna sig på ett avstånd på ca 774 ljusår (237 parsek) från solen. Den rör sig bort från solen med en heliocentrisk radialhastighet på ca 4 km/s. På det beräknade avståndet är stjärnans magnitud minskad med 0,57 enhet på grund av interstellärt stoft.

## Egenskaper
HD 121439 är en blå till vit jättestjärna av spektralklass B9 III. Den har en massa som är lika med ca 3,3 solmassor, en radie som är ca 5,6 solradier och utsänder energi från dess fotosfär motsvarande ca 168 gånger solen vid en effektiv temperatur av ca 9 700 K. Baserat på Gaia-data har HD 121439 ett järnmängd som är 1,65 gånger solens, vilket betyder att den är metallberikad.